# Ouyang Xiu
Ōuyáng Xiū (chinesisch 歐陽修 / 欧阳修, W.-G. Ou-Yang Hsiu), Volljährigkeitsname Yongshu (永叔,  Yǒngshū), Künstlernamen Trunkener Alter (醉翁,  Zuìwēng) und Zurückgezogener Gelehrter Sechs-Eins (六一居士,  Liùyī Jūshì) (* 1007; † 1072) war ein chinesischer Staatsmann, Historiker, Essayist und Dichter der Song-Dynastie.

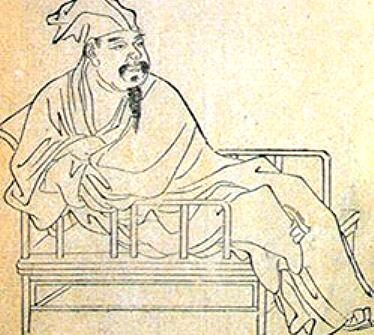
Ouyang Xiu, Idealporträt des 18. Jahrhunderts aus Wanxiaotang huazhuan (晩笑堂畫傳)

## Leben
In eine relativ arme Familie in Luling (Provinz Jiangxi) hineingeboren, verlor er bereits mit vier Jahren seinen Vater. Da er sich eine traditionelle Ausbildung als Halbwaise nicht leisten konnte, arbeitete er autodidaktisch. 1030 bestand er das Jinshi-Examen.
Zunächst galt er als Parteigänger des berühmten Reformers Wang Anshi, entwickelte sich später aber zu seinem Widersacher. Mit Ende zwanzig wurde er infolge von Intrigen in das entlegene Chuzhou (Provinz Anhui) versetzt. Später hatte er zeitweilig das Amt des Kriegsministers inne und war Mitglied der renommierten Hanlin-Akademie. 
1072 starb Ouyang Xiu in Yingzhou (Provinz Anhui).

## Werk
Als Historiker gab Ōuyáng Xiū die Neuen Tang-Annalen (新唐書,  xīn táng shū), eine Geschichte der fünf Dynastien (新五代史,  xīn wǔdài shǐ) sowie ein Werk über Bronze- und Steininschriften heraus.
Seine Prosa orientiert sich am Vorbild Han Yus, einem Vorkämpfer der Bewegung Literatur im Klassischen Stil (古文運動 / 古文运动,  gǔwén yùndòng). Traditionell zählt man Ōuyáng Xiu gemeinsam mit Han Yu, Liu Zongyuan, Su Xun, Su Shi, Su Che, Zeng Gong und Wang Anshi zu den „Acht großen Prosaisten der Tang- und Song-Zeit“. In seinem berühmten Werk Der Pavillon des Trunkenen Alten (醉翁亭記 / 醉翁亭记,  zuìwēng tíngjì) hat er sein ländlich zurückgezogenes Leben inmitten der Berge, Flüsse und Menschen von Chuzhou während der Verbannung beschrieben. Während seines freiwilligen Rückzugs an den Ying-Fluss in seinen letzten Jahren schrieb er indes die Geschichte vom zurückgezogenen Gelehrten Sechs-Eins (六一居士,  liùyī jūshì): Die ersten fünf der „sechs Einer“ stehen für die Habseligkeiten des Dichters, nämlich eine Bibliothek von zehntausend Bänden, eine Sammlung alter Stein- und Bronze-Inschriften, eine Laute, ein Schachspiel und einen Becher Wein. Der sechste „Einer“ ist dagegen Ōuyáng Xiu selbst. In der „Elegie über die Herbstlaute“ versucht er erfolglos, seinen jungen Diener auf die Musik des Verfalls am Ende des Sommers hinzuweisen, auf den in der Natur allenthalben spürbaren Schang-Ton.
Ōuyáng Xius Gedichte sind meist in entspanntem, humorvollem und selbstironischem Ton gehalten. Er pflegte sowohl den Shi- als auch den Ci-Stil. In den Shi-Gedichten reduziert er sich, getreu dem Vorbild der mittleren Tang-Periode, auf das Wesentliche und vermeidet insbesondere den überladenen Schwulst der späten Tang. Bekannt geworden ist Ōuyáng Xiu freilich für seine Ci-Gedichte. Besonders seine zehn Gedichte umfassende Sammlung Schönheit des Westsees (西湖好,  xīhúhǎo), zu singen nach der Melodie Beim Maulbeerenpflücken (采桑子,  cǎisāngzǐ) trug zur Verbreitung des Genres bei.